# José Roberto Marques
José Roberto Marques, detto Zé Roberto (San Paolo, 31 maggio 1945 – Serra Negra, 7 maggio 2016), è stato un calciatore brasiliano, di ruolo attaccante.

## Caratteristiche tecniche
Giocava come attaccante, più precisamente come centravanti, ma era in grado di giocare anche a centrocampo, sulla fascia sinistra. Aveva un fisico smilzo, e risaltava per la sua perizia tecnica e il suo opportunismo, cui si aggiungeva la propensione al dribbling. Ricorreva spesso a giocate di fino, ed era dotato di una significativa precisione nei colpi di testa.

## Carriera

### Club
Figlio dell'ex ala destra del Corinthians Jerônimo Marques, Zé Roberto iniziò a giocare dapprima nel settore giovanile del Botafogo di Ribeirão Preto e successivamente in quello del San Paolo, ove trovò il sostegno del tecnico Vicente Feola. Dopo aver trascorso due anni nella squadra giovanile, dove era considerato il migliore elemento, fu trasferito in prima squadra nel 1964. Dopo aver giocato per il Guarani, fu ceduto in prestito all'Atlético Paranaense, club di Coritiba, raggiungendo l'ex nazionale Bellini, che il presidente Cabral e Silva aveva acquistato per rinforzare la squadra; al suo primo anno con il club dalla maglia rosso-nera segnò ventiquattro gol nel campionato statale, divenendone capocannoniere. Durante il suo periodo all'Atlético entrò nelle grazie dei tifosi, e ben figurò a livello di prestazioni. Lasciato il Furação, poiché la società non disponeva di denaro sufficiente per acquistarlo in via definitiva, Zé Roberto tornò al San Paolo, con cui fece il suo esordio nella massima serie nazionale, alla sua prima edizione. Scese in campo per la prima volta il 14 agosto 1971, al Morumbi contro il Santos. Segnò la sua prima rete in campionato il 5 settembre, al Pacaembu contro l'América-MG. Il Coritiba, nel 1971, si aggiudicò il giocatore, superando la concorrenza dei rivali statali dell'Atlético; con la società bianco-verde Zé Roberto divenne uno dei maggiori idoli del club, vincendo per tre volte consecutive il torneo Paranaense e aggiudicandosi, nel 1972, la Bola de Prata come uno dei migliori undici giocatori del campionato brasiliano. In quella stagione, difatti, ottenne i suoi migliori risultati a livello personale, segnando sedici reti in ventiquattro incontri, arrivando a una sola lunghezza dal titolo di capocannoniere del torneo, andato a Dadá Maravilha e Pedro Rocha, entrambi a quota diciassette gol. Nel 1973 fece parte della rosa del Coritiba che vinse il Torneo do Povo, e nello stesso anno tornò a giocare per il San Paolo, con cui disputò il Terceiro Campeonato Nacional de Clubes e 1974. Il suo ultimo periodo al Coritiba fu breve, poiché nel settembre 1974 Zé Roberto si trasferì al Corinthians, il club in cui aveva giocato suo padre, ove debuttò segnando tre reti. Contribuì alla qualificazione della sua nuova compagine alla finale del torneo statale del 1974, che però fu vinta dal Palmeiras, rivale cittadino del Corinthians. Chiuse la carriera nel 1978 al Grêmio Maringá, dopo due ritorni, il primo al San Paolo e il secondo all'Atlético Paranaense, rispettivamente nel 1976 e nel 1977.

### Nazionale
Partecipò con la Nazionale brasiliana a Tokyo 1964, segnando una rete in tre partite, contro la Corea del Sud. In un'amichevole di preparazione, riuscì nella particolare impresa di andare in gol per cinque volte contro l'Argentina.

## Palmarès

### Club
- Campionato paulista: 2

San Paolo: 1969, 1970
- Campionato Paranaense: 3

Coritiba: 1971, 1972, 1973

### Individuale
- Capocannoniere del Campionato Paranaense: 2

1968 (24 gol), 1973 (15 gol)
- Bola de Prata: 1

1972